# Ksenia Shestova
Ksenia Ivánovna Shestova (en ruso: Ксения Ивановна Шестова) fue la esposa de Fiódor Nikítich Románov y madre del zar Miguel I de Rusia.

## Biografía
Los orígenes de Ksenia han sido durante siglos, objeto de desacuerdos entre genealogistas, algunas fuentes suponen la presencia de sangre real en sus venas, señalándola como hija ilegítima del zar Iván el Terrible con su amante Mayvi. De ser real esta hipótesis, los Románov descenderían directamente de la casta Riúrik.
Durante el período de represión de los Románov a manos del zar Borís Godunov, ella y su marido fueron obligados a tomar los hábitos, cambiando su nombre a Marta (en ruso Марфа, transliterado, Marfa) y Fiódor a Filareto (en ruso Филарет, transliterado, Filaret). Después de muchos años de exilio en el distrito de Tolvuyski, se estableció con su hijo Miguel en Kostromá. Fue ahí donde un embajador los abordó para informarles que el joven Miguel había sido elegido zar el año 1613.
Visto que los anteriores zares habían sido asesinados o golpeados por la desgracia, Marta en un principio se opone a la elección de su hijo y se niega a dejarlo ir a Moscú. Finalmente ella cede y da su aprobación bendiciéndolo con el Icono de "Nuestra Señora de San Teodoro", que se convirtió en la reliquia de la Dinastía Románov.
Durante los primeros años de reinado, Marta (o la "Gran Madre", como era llamada) ejerció una gran influencia en su hijo, colocando a sus amigos y parientes (los Saltykov) en importantes posiciones del gobierno, lo que en gran medida contribuyó a la difusión de la corrupción. El regreso de su marido de Polonia en 1619 puso fin a su influencia.
Murió el 27 de enero de 1631.